# أرمين ماير
أرمين ماير (بالألمانية: Armin Meier)‏ هو ممثل ألماني، ولد في 1943 في ألمانيا، وتوفي بنفس المكان في 31 مايو 1978.

## وصلات خارجية
- أرمين ماير على موقع IMDb (الإنجليزية)
- أرمين ماير على موقع ألو سيني (الفرنسية)
- أرمين ماير على موقع أول موفي (الإنجليزية)
- أرمين ماير على موقع قاعدة بيانات الأفلام السويدية (السويدية)
- أرمين ماير على موقع قاعدة بيانات الأفلام السويدية (السويدية)
- أرمين ماير على موقع قاعدة بيانات الفيلم (الإنجليزية)
- أرمين ماير على موقع كينوبويسك (الروسية)